# Artur Rojek: Koncert w NOSPR
Artur Rojek: Koncert w NOSPR – koncertowy solowy album Artura Rojka wydany 3 listopada 2017.
Materiał z tego albumu pochodzi z koncertu nagranego w siedzibie Narodowej Orkiestry Symfonicznej Polskiego Radia w Katowicach, który odbył się 29 listopada 2015 roku.
Na płycie znajdują się zarejestrowane na żywo utwory z autorskiego repertuaru Rojka ale także wyjątkowe covery przygotowane specjalnie na ten koncert i utwory z repertuaru kultowych grup Lenny Valentino i Myslovitz, których Rojek był wokalistą i liderem.

## Lista utworów
1. "Pomysł 2"
2. "Lato 76"
3. "To co będzie"
4. "Krótkie momenty skupienia"
5. "Czas, który pozostał"
6. "Kokon"
7. "Cucurrucucu Paloma" (Tomás Méndez)
8. "Lekkość"
9. "Kot i pelikan"
10. "Syreny"
11. "Easy" (Son Lux)
12. "Chciałbym umrzeć z miłości"
13. "Dla taty"
14. "Długość dźwięku samotności"
15. "Beksa"